# Hanwal, Gangawati
Hanwal là một làng thuộc tehsil Gangawati, huyện Koppal, bang Karnataka, Ấn Độ.